# Seidel & Naumann (Radsportteam)
Das Team Seidel & Naumann war ein professionelles deutsches Radsportteam. Sponsor war das Unternehmen Seidel & Naumann aus Dresden, das neben Schreibmaschinen und Nähmaschinen ab 1892 auch Fahrräder produzierte.

## Geschichte
Das Team Seidel & Naumann bestand nur in der Saison 1934. Es setzte sich aus sechs deutschen Radrennfahrern zusammen. Kurt Nietzschke aus der Mannschaft gewann 1934 Rund um München. Oscar Thierbach siegte in der Harzrundfahrt.

## Erfolge
1934
- Rund um München
- Harzrundfahrt

## Bekannte Fahrer
- Kurt Nitzschke
- Oskar Thierbach